# Řády, vyznamenání a medaile Ugandy

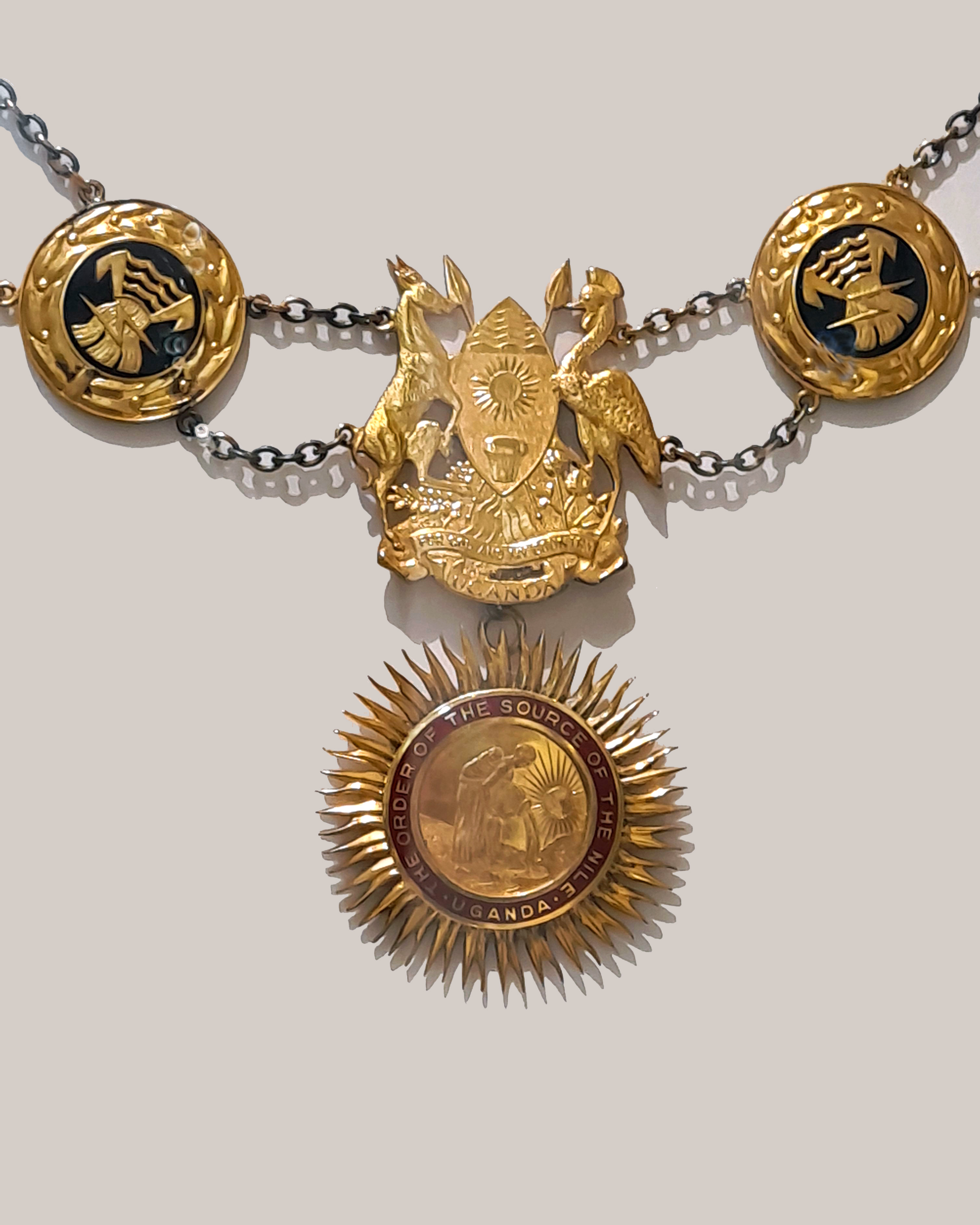
Řetěz Význačného řádu pramenů Nilu

Systém státních vyznamenání Ugandy se skládá z řádů a medailí udílených za příkladnou službu národu a za osobní zásluhy.

## Civilní vyznamenání
- Nejvíce vynikající řád perly Afriky  je udílen ve třídě velmistra hlavám států a vlád.[1]
- Vynikající řád perly Afriky je udílen ve třídě velkokomtura chotím hlav států, viceprezidentům a korunním princům a princeznám.[1]
- Význačný řád pramenů Nilu byl pojmenován po řece Nil. Udílen je v pěti třídách za významné zásluhy v průmyslu, výzkumu, ekonomice či kultuře.[2]
- Význačný řád jeřába královského byl pojmenován po jednom z ugandských národních symbolů, jeřábu královském. Vyznamenání bylo založeno roku 2001. Udílen je v pěti třídách za zásluhy ve vedoucích pozicích.[3]

## Vojenská vyznamenání

### Řády
- Řád Katonga je udílen v jediné třídě za mimořádné hrdinství. Založen byl roku 2001.[4]
- Hvězda Kabalegy je udílena ve třech třídách za statečnost v boji. Založena byla roku 2001.[5] Pojmenována je po králi Kabalegovi vládnoucímu království Buňoro a bojujícímu proti Britům.
- Hvězda Rwenzori je udílena ve třech třídách za význačnou a příkladnou vojenskou službu. Založena byla roku 2001.[6] Pojmenována je po východoafrickém pohoří ležícím na hranicích Konžské demokratické republiky a Ugandy, Ruwenzori.
- Hvězda Masaba je udílena v jediné třídě za statečnost v boji. Založena byla roku 2001.[7] Pojmenována byla podle místního názvu vyhaslé štítové sopky Mount Elgon.

### Medaile
- Národní medaile za nezávislost  byla založena roku 2001. Udílena je těm, kteří významně přispěli k boji za nezávislost Ugandy a těm, kteří její nezávislost podporovali.[8]
- Medaile Nalubale byla založena v roce 2001. Udílena je všem, kteří od koloniálních dob přispěli k politickému rozvoji Ugandy, ať už prostřednictvím ozbrojeného boje či občanské neposlušnosti.[9]
- Medaile Damu je udílena lidem zraněným či zabitým v boji.[10]
- Medaile Luwero Triangle je udílena účastníkům ozbrojeného boje či blízkým spolupracovníkům těchto bojovníků během bojů za svobodu probíhající v letech 1981 až 1986.[11] Pojmenována je po oblasti v Ugandě ležící severně od jejího hlavního města Kampaly, kde Yoweri Museveni v roce 1981 začal guerrillovou válku.
- Medaile Kagera byla založena dne 13. června 2001. Udílena je ugandským či zahraničním důstojníkům, kteří se v letech 1971 až 1979 účastnili boje proti diktatuře.[12]
- Medaile Koyoga